# Churston Ferrers
Churston Ferrers est une zone et une ancienne paroisse civile, située dans le borough de Torbay, à Devon, en Angleterre, entre les villes côtières de Paignton et Brixham. Aujourd'hui, elle est administrée par le gouvernement local en tant que quartier de Churston-with-Galmpton de l'autorité unitaire de Torbay. Elle comprend le village côtier de Churston, le village désormais plus grand de Galmpton et la zone de Broadsands.
Le nom de lieu "Churston Ferrers" apparaît pour la première fois dans le Domesday Book de 1086, sous le nom de Cercetone, signifiant :ville ou établissement de l'église". Le manoir était détenu par Hugh de Fereris en 1303, selon les registres des Feudal Aids, ce qui explique la deuxième partie du nom.
Churston Ferrers était une paroisse civile dans le district rural de Totnes jusqu'au 1er avril 1968, date à laquelle la paroisse a été abolie. La partie nord plus urbanisée de la paroisse, y compris le village lui-même, est devenue une partie de la nouvelle paroisse et du borough de comté de Torbay. La partie sud plus rurale a été transférée à la paroisse de Kingswear,.
Les résidents de Churston ont tendance à s'associer principalement avec Brixham, bien que ceux de la partie nord du quartier de Churston-with-Galmpton se considèrent souvent comme faisant partie de Paignton.
La gare de Churston se trouve sur le chemin de fer à vapeur de Paignton et Dartmouth, d'où des trains à vapeur circulent quotidiennement. Elle est desservie par le service fréquent "Hop 12" entre Brixham et Newton Abbot, exploité par Stagecoach South West. À Churston Ferrers se trouve la Churston Ferrers Grammar School, réputée.
Le président du club de golf de Churston Ferrers est Ray Reardon, le champion du monde de snooker gallois à six reprises et ancien joueur de snooker numéro un mondial. Churston Court, l'ancien manoir de Churston Ferrers et aujourd'hui un hôtel, et est un bâtiment classé Grade II situé à l'ouest immédiat de l'église paroissiale. Dans la paroisse, en dehors de la Brixham Road, se trouve Lupton House, une maison de campagne de style palladien. Les deux maisons étaient les sièges de la famille Yarde-Buller, créée Baron Churston en 1858.